# Рачунарски монитор
Монитор  је електрични излазни уређај који служи за приказивање слике послате са другог уређаја, обично графичке карте у склопу рачунара. На њему пратимо резултате обраде и тренутна дешавања. Екран у модерним мониторима је обично LCD са LED позадинским осветљењем, који је до 2010-их заменио  CCFL LCD са позадинским осветљењем. Пре средине 2000-их, већина монитора је користила CRT. Монитори су повезани са рачунаром преко DisplayPort, HDMI, USB-C, DVI, VGA или других власничких конектора и сигнала.
Првобитно су компјутерски монитори коришћени за обраду података, док су телевизори коришћени за видео. Од 1980-их па надаље, рачунари (и њихови монитори) су коришћени и за обраду података и за видео, док су телевизори имплементирали неке компјутерске функционалности. Током 2000-их, типичан однос ширине и висине екрана телевизора и компјутерских монитора се променио са 4:3 на 16:9.
Модерни компјутерски монитори су углавном заменљиви са телевизорима и обрнуто. Како већина рачунарских монитора не укључује интегрисане звучнике, ТВ тјунере, нити даљинске управљаче, спољне компоненте као што је DTA кутија могу бити потребне за коришћење рачунарског монитора као ТВ уређаја.
Монитор служи за приказивање слова или слика које могу бити покретне или статичне. Слика која се на монитору обично приказује се ствара у графичкој картици, посебном склопу чија је функција стварање и обнављање слике.
Постоји неколико различитих технологија које користе монитори. На основу примењене технологије разликујемо следеће врсте монитора:
1. Монитори са катодним цевима - (енгл. CRT - Catode Ray Tube) - прва позната технологија, позната још од црно белих телевизора, али помало непрактична јер даје изобличене слике које ствара заобљена цев.
2. Танки монитори:

- ЛЦД монитори испуњени течним кристалом (енгл. LCD - liquid cristal display). Светлост се апсорбује, затим се на различитим деловима више или мање рефлектује (из различитих углова се различито види)
- Плазма монитори (слика се формира од минијатурних сијалица испуњених гасном плазмом, поређане су у мрежу између две стаклене плоче)
- ЛЕД монитори (слика се формира од ЛЕД диода поређаних у облику мреже на екрану)

## Историја
Предњи панели раних електронских рачунара били су опремљени низом сијалица где би стање сваке одређене сијалице указивало на укључено/искључено стање одређеног бита регистра унутар рачунара. То је омогућило инжењерима који управљају рачунаром да прате унутрашње стање машине, те је овај панел светла постао познат као 'монитор'. Како су рани монитори били способни да прикажу само веома ограничену количину информација и били су веома пролазни, ретко су разматрани за излаз програма. Уместо тога, линијски штампач је био примарни излазни уређај, док је монитор био ограничен на праћење рада програма.
Рачунарски монитори су раније били познати као јединице за визуелни приказ (VDU), посебно на британском енглеском. Овај термин је углавном изашао из употребе до 1990-их.

## Монитори са катодном цеви
Монитори са катодном цеви (енгл. CRT monitor, Cathode Ray Tube monitor) су до скоро најзаступљенији и базирани на ТВ технологији. Површина екрана (предњи део катодне цеви) је покривена основним елементима, тј. фосфорним тачкама или тракама.
На задњем крају катодне цеви се налази електронски топ (тачније три топа црвене, плаве и зелене боје) који шаље сноп електрона у правцу појединих тачака и, у зависности од интензитета зрака, добија се светлија или тамнија тачка дате боје на екрану.
Комбиновањем интензитета црвене, плаве и зелене боје се добија било која жељена боја.
Данас су у употреби три врсте CRT-а: 

## монитори
TFT монитори (енгл. Thin Film Transistor) спадају у LCD (енгл. Liquid Crystal Display) врсту монитора. Не садрже катодну цев, већ течне кристале између две стаклене плоче, два поларизациона филтера, филтера боје и два слоја за поравнавање. Иза ових слојева се налази позадинско осветљење које се обично састоји од више флуоресцентних лампи. Довођењем напона на слој за поравнавање се ствара електрично поље које поравнава течне кристале, што онемогућава светлости да прође кроз њих, док се укидањем напона омогућава пролаз.
Разлика између ЦРТ и ТФТ монитора је велика. ЦРТ монитори су кабасти, док су ТФТ танки и велики колико треба. Потрошња електричне енергије је код ЦРТ монитора око 80 вати за 17 in (43 cm) док је код ТФТ једва 20. ЦРТ монитори емитују електроне из катодне цеви, који излећу и до 80 cm изван екрана и ако човек седи близу онда га погађају. То се осети при дуготрајном седењу испред монитора на малој удаљености (идеално је 50 cm, али тада смо још у зони зрачења па је препоручљиво на сваких сат урадити паузу од 10-ак минута). Код ТФТ монитора овога нема, тј. електрони не излећу на толику удаљеност, већ на пар цм од стакла. Освежавање ЦРТ монитора је у идеалном случају 120 херца по секунди а већина квалитетних монитора је могла да нам понуди до 100 херца, јефтинији су ишли до 85 (1 херц је једна слика у секунди коју исцрта монитор). Код ТФТ монитора освежавање врши само када је то потребно (када се на слици нешто помера). Брзина савремених ТФТ монитора је 2 мили секунде или 500 слика у секунди за пример узмите монитор од 16 мс је имао нешто више од 50 слика у секунди.
Главни недостатак ТФТ монитора је верност приказа слике, пошто је слика „пластичнија“ од оне на ЦРТ, што може да засмета графичким дизајнерима, али и то ће брзо да се реши.
Постоји низ недостатака у свакој технологији, па тако и у овој, ТФТ технологија није савршена, тако слика није иста при свим угловима гледања, пошто су кристали у некој врсти мреже, они дају идеалну слику када се гледа под углом од 90 степени у односу на екран, у задње време се појављују монитори који су декларисани на угао видљивости од 180 степени, добијамо утисак да је све савршено. Конструкција самог екрана је таква, да се слика деградира приликом гледања са стране. Код јефтинијих монитора је то јако видљиво, а код скупих мање, али ипак постоји деградација. Наравно, ако се монитор користи само за једног корисника, то није проблем, јер је монитор лаган и врло лако се подешава у положај који је за корисника идеалан, проблем је кад више људи гледа нпр. филм, онда они са стране имају лошију слику од оних у центру. Код скупљих монитора је то мање уочљиво.
Постоје још четири врсте ТФТ монитора.
Прва се дели на екран са односом 16:10 и 5:4, сада је у моди 16:10 пошто се филмови за DVD и биоскоп праве у односу 16:9 а разлог зашто је узет однос 16:10 је тај, што је то компромис између монитора за уживање и рад, познатији су као вајд скрин монитори. Предност је та, што се не приказују оне две црне штрафте на горњем и доњем делу екрана, самим тим се и боље искоришћава расположиви простор. 5:4 су монитори на које смо навикли. Ови монитори су јефтинији за производњу од 5:4, јер се од једне плоче стакла мање баци као шкарт, тј. више се стакла искористи. Мана, мањи размак између горње и доње границе нас наводи да уместо 17 in (43 cm) купимо 19, јер управо та дијагонала одговара величини од 17 in (43 cm) 5:4 монитора, али добијамо на ширини. Овај однос се користи и при новијим генерацијама лаптоп рачунара, а пошто је лаптоп шири, добија се простор који се користи за убацивање нумеричке тастатуре, што је још један плус.
Друга врста је пивот модел, тј. монитор који се окреће око вертикалне осе, погодан је за дизајнере, јер окретањем монитора у вертикалу, дизајнер, нпр. новина, добија простор који омогућава да види целу страницу а4 формата без додатног скроловања, што је још једна предност ових монитора. Наравно, ова функција такође кошта, али онај коме то користи, њему се и исплати.
Трећа врста ТФТ монитора су са уграђеним ТВ Тјунером, тако да монитор може да служи и као ТВ, ти монитори су обично скупљи од телевизора, али гледајући да самим тим штедите на томе да уместо два уређаја купујете један, то је такође предност, како за кућни буџет, тако и за простор.
Четврта врста су монитори са ДВИ улазом илити дигиталним. То су монитори као и сваки други ТФТ, само што користе напреднију везу са рачунаром. Слика преко ДВИ везе је квалитетнија, оштрија и у сваком погледу боља. Код јефтинијих модела је понекад слика лошија у односу на везу преко ВГА конекције, али то је чисто маркетиншки трик. Тако да се при куповини монитора користите старим правилом, колико пара - толико и музике.
Најпознатији произвођачи: ЛГ Електроникс, Филипс, Самсунг, Сони, ВјуСоник...

## Карактеристике монитора
- Резолуција - је одређене бројем пиксела, тј обојених тачака, на монитору. Резолуција је изражена у бројевима пиксела који се налазе у водоравним и усправним линијама монитора (нпр. 1024х768, 1280х1024, 1366x768)
- Брзина освежавања - се односи на брзину освежавање слике монитора која се мери у херцима (Hz). Што је фреквенција већа то је слика стабилнија и нешто мутнија. Ако је брзина освежавања мања онда је слика пуно оштрија, али зато нестабилнија и напорнија за људско око.
- Величина екрана - се мери у инчима (1″ = 2,54 cm), Неке познатије величине су: 17", 19", 21", 22". Код монитора са катодним цевима мери се дијагонала читавог монитора што не представља стварну величину екрана (маркетиншки трик), ако је величина тог монитора 17", стварна величина самог екрана је 16". Код ЛЦД монитора то није случај.
- Стандард приказа - стандард приказа или однос ширине и висине, код већине монитора је 4:3, иако постоји и широки (енгл. wide) који је 16:9 (претежно служи за DVD филмове на широким (енгл. widescreen) екранима).
- Прикључак може бити аналогни (VGA) и дигитални
- ОСД - контроле на монитору помоћу којих се на монитору подешава контраст, светлина, број боја, геометријски облик слике и још много тога.